# 1460-talet

## Händelser
- 1469 - Giftermålet mellan Isabella I av Kastilien och Ferdinand II av Aragonien inleder ett nytt skede i den spanska statens framväxt.
- "Samlandet av de ryska länderna" börjar genom Ivan den store.

## Födda
- Omkring 1460 – Erik Trolle, svensk riksföreståndare.
- Omkring 1460 – Svante Nilsson (Sture), svensk riksföreståndare.
- 1464 – Hans Brask, biskop i Linköpings stift, känd för den så kallade brasklappen.

## Avlidna
- 1464 - Nicolaus Cusanus, tysk kardinal, teolog, jurist etc.